# Stade olympique de Pyeongchang
Le stade olympique de PyeongChang (en hangeul : 평창올림픽스타디움) est un stade temporaire situé à PyeongChang, en Corée du Sud, afin d'accueillir les cérémonies d'ouverture et de clôture des Jeux olympiques d'hiver de 2018.
Le stade est ouvert à partir de décembre 2017. Le choix du site dans la zone la plus venteuse et la plus froide de la région, où les habitants avaient l’habitude de faire sécher le poisson en raison justement de ces conditions extrêmes, explique que les organisateurs aient dû distribuer bonnets, couvertures et coussins chauffants pour la cérémonie d’ouverture.
La structure pentagonale qui peut accueillir 35 000 personnes et a coûté 84 millions d’euros, sera démantelée après les Jeux pour créer un parc public.